# Misery (chanson des Beatles)
Pour les articles homonymes, voir Misery.
Pistes de Please Please Me
I Saw Her Standing There Anna (Go to Him)
Misery est une chanson des Beatles composée par John Lennon et Paul McCartney en janvier 1963. Écrite à l'origine pour Helen Shapiro, elle est finalement enregistrée pour le premier album du groupe. Elle est mise en boîte par les Fab Four le 11 février 1963 aux studios EMI d'Abbey Road durant une session-marathon de 585 minutes.
La chanson paraît au Royaume-Uni sur l'album Please Please Me le 22 mars 1963. Les États-Unis doivent attendre le 10 janvier 1964 pour la voir apparaître sur Introducing... The Beatles. Une version a également été publiée par Kenny Lynch. Si elle n'a pas connu un grand succès, elle reste néanmoins célèbre comme la première composition du duo Lennon/McCartney interprétée par un autre que les Beatles.

## Genèse
Au début de l'année 1963, les Beatles commencent à acquérir une certaine notoriété grâce à leur single Love Me Do/P.S. I Love You, et le projet d'un album voit le jour. Pour le remplir, John Lennon et Paul McCartney décident de composer plusieurs chansons et de ne pas se contenter de reprises comme la plupart des groupes britanniques de leur époque. Au nombre de ces compositions se trouve Misery. Le duo de compositeurs l'écrit le 26 janvier 1963 dans les coulisses du King's Hall, sur Glebe Street, à Stoke-on-Trent, peu avant un concert, sur une idée de Lennon. En 1980, celui-ci précise : « C'est plutôt une chanson à la John, plus qu'une chanson à la Paul... mais on l'a écrite ensemble ». Allan Clarke et Graham Nash, des Hollies, suggèrent quelques mots pour terminer la composition, et le tout est bouclé rapidement.
La chanson raconte l'histoire d'un homme abandonné par une fille, et qui clame son désespoir, commençant par cette déclaration solennelle : « The world is treating me bad » (« Le monde me traite mal »). C'est l'une des rares fois où, durant cette période, les Beatles se réfèrent à la fille dont traite la chanson à la troisième personne.
Misery est à l'origine considérée pour être donnée à Helen Shapiro, jeune chanteuse d'à peine 16 ans, en tête d'affiche de la tournée nationale à laquelle les Beatles participent pour la première fois. La jeune fille compte déjà deux n°1 en Grande-Bretagne (You Don't Know et Walkin' Bach To Happiness). Lui placer un titre serai donc, en soi, une victoire. Mais le manager d'Helen, Norrie Paramor, décline la proposition sans l'en informer ; sûrement à cause des paroles, trop pessimistes. Paul McCartney le confirme en 1988 dans une interview à Mark Lewisohn : « Misery était pour Helen Shapiro, et elle l'a refusée. Elle n'aurait probablement pas eu beaucoup de succès avec elle. [...] C'était plutôt pessimiste. »
 Helen Shapiro : « Je m'en veux à mort... quand je pense que j'aurai pu être la première artiste à enregistrer une chanson des Beatles, mais je n'en veux pas trop à ce bon vieux Ken [Lynch] d'avoir eu cet honneur. » Ces quelques mots, tirés de son autobiographie parue en 1993, résument bien son rendez-vous manqué avec les Beatles.

## Enregistrement
Pour l'enregistrement de leur album Please Please Me, les Beatles accomplissent une performance unique en enregistrant dix chansons au cours d'une même journée (les quatre autres pistes de l'album étant déjà parues en single). Ils se rendent donc aux studios EMI le 11 février pour 585 minutes de travail réparties en trois sessions, de 10 heures du matin à 22 h 45. Misery est travaillée durant la deuxième session de travail, en début d'après midi. Lennon et McCartney y tiennent le chant principal, et onze prises sont réalisées.

Les Beatles sont, à cette époque, très influencés par les pionniers du rock 'n' roll, Elvis Presley, Little Richard, Chuck Berry, etc. Et pour « se la jouer » comme eux, ils introduisent dans la prononciation de certains mots des consonances « made in USA ». Ainsi, la phrase Send her back to me devient Shend her back to me.
George Harrison a des difficultés à jouer le petit gimmick de guitare qui ponctue la phrase I'll remember all the little things we've done. C'est le producteur du groupe, George Martin, qui se charge de le jouer au piano. Il enregistre sa prestation sans les Beatles, le 20 février, en cinq prises, assisté par Stuart Eltham et Geoff Emerick (alors âgé de 16 ans et qui deviendra l'un des ingénieurs du son les  plus importants du groupe). Afin de simplifier la superposition des pistes, les prises du 11 février sont enregistrées par Norman Smith, à la demande de Martin, à une vitesse de 30 pouces par seconde au lieu de 15 : deux fois supérieure à la vitesse normale. Ceci permet en effet à Martin de jouer sa partie de piano au ralenti. Et cela pour une raison bien précise : il veut utiliser un trucage qu'il a souvent employé auparavant et qui consiste à enregistrer les petites interventions de piano sur un play-back ralenti de moitié, afin de leur donner en les rejouant à vitesse normale un son cristallin, plus proche de celui d'un piano « punaisé » (tack piano) ou encore d'un clavecin. C'est une méthode qu'il réutilisera de nombreuses fois, notamment dans In My Life en 1965. De plus, il ajoute de la réverbération en jouant la partie de piano, ce qui fait qu'à la vitesse normale, elle aussi acquiert un son distinctif.
Tous les mixages monos et stéréo des pistes de l'album sont réalisés par Martin aidé des ingénieurs du son Norman Smith et A.B. Lincoln le 25 février suivant.

### Interprètes
- John Lennon : chant, guitare rythmique (1962 Gibson J-160E),
- Paul McCartney : chant, guitare basse (1961 Höfner 500/1 61')
- George Harrison : guitare lead (1957 Gretsch G6128 'Duo Jet')
- Ringo Starr : batterie (Premier Duroplastic Mahoganny)
- George Martin : piano (Steinway Vertegrand)

### Équipe de production
- George Martin : producteur
- Norman Smith : ingénieur du son
- Stuart Eltham : ingénieur du son
- Richard Langham : assistant ingénieur (enregistrement)
- A.B. Lincoln : assistant ingénieur (mixage)
- Geoff Emerick : assistant ingénieur

## Parution
Misery paraît au Royaume-Uni en deuxième position sur l'album Please Please Me qui sort le 22 mars 1963. Celui-ci se place en tête des charts pendant trente semaines, avant d'être détrôné par le deuxième album du groupe, With the Beatles. La chanson apparaît également sur leur EP The Beatles (No. 1) qui sort le 1er novembre suivant,. Aux États-Unis, la chanson paraît après un certain nombre de péripéties sur l'album du label Vee Jay Introducing... The Beatles, qui sort le 10 janvier 1964, ainsi que sur le maxi Souvenir of Their Visit to America, qui sort le 23 mars 1964. Vee Jay perdra rapidement les droits de la quinzaine de chansons en leur possession et Capitol Records publiera, en 1965, le 33 tours The Early Beatles qui reprend les chansons de Introducing… The Beatles mais en excluant There's a Place et Misery (remplacées par les pièces Please Please Me et Ask Me Why, tirées du deuxième single du groupe). On ne pourra réentendre ces chansons « perdues » que sur la version américaine de l'album Rarities en 1980.
Misery est enregistrée sept fois dans les studio de la BBC et on retrouve, sur On Air - Live At The BBC Volume 2, la version enregistrée le 6 mars 1963, devant public, et mise en ondes six jours plus tard à l’émission Here We Go. La partition de piano, jouée par George Martin sur la version du disque original, est remplacée par la guitare de Harrison.

## Reprises
La chanson est également publiée en single par Kenny Lynch en mars 1963. Si sa version ne connaît pas le succès, elle est cependant célèbre pour être la première interprétation d'une chanson du duo Lennon/McCartney par un autre que les Beatles. Parmi les autres reprises, Dick Rivers l'interprète en français en septembre 1963 sous le titre Mes ennuis. Le groupe The Flamin' Groovies la reprend en 1976.